# Kanton Saint-Jean-Brévelay
Der Kanton Saint-Jean-Brévelay (bretonisch Kanton Sant-Yann-Brevele) war bis 2015 ein französischer Wahlkreis im Arrondissement Pontivy, im Département Morbihan und in der Region Bretagne; sein Hauptort war Saint-Jean-Brévelay.

## Gemeinden
Der Kanton Saint-Jean-Brévelay umfasste sieben Gemeinden:
| Gemeinde            | Bretonisch        | Einwohner (2022) | Fläche (km²) | Code postal | Code Insee |
| ------------------- | ----------------- | ---------------- | ------------ | ----------- | ---------- |
| Bignan              | Begnen            | 2.750            | 45.84        | 56500       | 56017      |
| Billio              | Bilioù            | 324              | 12.03        | 56420       | 56019      |
| Buléon              | Buelion           | 546              | 12.27        | 56420       | 56027      |
| Guéhenno            | Gwezhennoù        | 804              | 23.33        | 56420       | 56071      |
| Plumelec            | Pluveleg          | 2.730            | 58.36        | 56420       | 56172      |
| Saint-Allouestre    | Sant-Aleustr      | 651              | 16.48        | 56500       | 56204      |
| Saint-Jean-Brévelay | Sant-Yann-Brevele | 2.860            | 41.83        | 56660       | 56222      |
| Kanton              | Sant-Yann-Brevele | 10.558           | 210.14       | -           | 5634       |

## Bevölkerungsentwicklung
| 1962 | 1968 | 1975 | 1982 | 1990 | 1999 | 2006 | 2012   |
| ---- | ---- | ---- | ---- | ---- | ---- | ---- | ------ |
| 9036 | 8927 | 9151 | 9395 | 9464 | 9288 | 9788 | 10.558 |